# Национальное движение Конго
Национальное движение Конго (НДК) (фр. Mouvement National Congolais, англ. Congolese National Movement, MNC) — одна из наиболее влиятельных политических партий Конго левонационалистического толка.

## История
Африканское националистическое движение развивалось в Бельгийском Конго с 1950-х годов, в первую очередь среди «évolués». Движение было разделено на несколько партий и групп, которые были разделены по этническому и географическому признаку и зачастую были противопоставлены друг другу.
В октябре 1958 года в Бельгийском Конго группой молодых конголезцев, получивших хорошее образование, представлявшими различные этнические группы и районы страны, было создано Национальное движение Конго (НДК). Среди инициаторов были Патрис Лумумба, Сирил Адула и Жозеф Илео. Ещё один лидер движения Жозеф Касавубу отказался подписывать разработанный устав НДК, ссылаясь на его излишнюю умеренность.

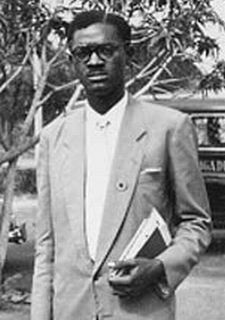
Патрис Лумумба, лидер НДК-Л и первый премьер-министр Демократической Республики Конго

Возглавил НДК Патрис Лумумба. Вскоре НДК стало самой большой националистической партией в Бельгийском Конго. К концу 1959 года в ней числилось около 58 000 членов.
Национальное движение Конго под его руководством стремилось стать организацией общенационального масштаба. Хотя наибольшую поддержку НДК оказывало население Восточной провинции и районов, где был распространен язык конго, до провозглашения независимости ему удалось распространить своё влияние на ряд других районов. Национальное движение Конго было национальной партией, в то время как большинство других партий были основаны, главным образом, на племенных или этнических пристрастиях.
Динамичная и радикальная партия Лумумбы особенно импонировала конголезской молодежи.
В НДК было много различных фракций, которые придерживались разных позиций по целому ряду вопросов. Особенно поляризованными были позиции умеренных «évolués» и более радикального большинства партии. В июле 1959 года произошла попытка раскола партии и создания более радикальной партии, предусматривающей поддержку федерализма, а не централизации, но группа заговорщиков не смогла добиться массового дезертирства из рядов партии.
В 1959 партия оказалась ослабленной, когда из неё вышли некоторые наиболее образованные партийные лидеры, в частности Сирил Адула, возглавивший НДК-Калонжи, и Жозеф Илео, в будущем премьер-министры страны. Ещё одним следствием раскола стало создание Альбером Калонжи, лидером Касаи, соперничающей с НДК одноименной партии Национальное движение Конго — Калонжи (НДК — К).
Радикальная фракция во главе с Ж. Илео и А. Калонджи откололась от НДК, но это не вызвало массового исхода членов из движения. Фракция Калонджи получила неофициальное наименование КНС-К (КНС-Калонджи), а большинство во главе с Лумумбой — КНС-Л. Центром сторонником Лумумбы стал Стэнливиль на северо-востоке страны, а сторонники Калонджи в основном базировались в южном городе Элизабетвиль.
В отличие от партии Национальное движение Конго — Лумумба (НДК — Л), пользовавшейся поддержкой разных этнических групп, НДК — К опиралась на балуба, живущих в провинции Касаи.
Обе группы вступили в борьбу на первых парламентских выборах в Конго в июне 1960 года, на которых партия Лумумбы стала крупнейшей националистической фракцией в стране. Стремясь сохранить национальное единство, Лумумба сформировал коалицию с более консервативной и федералистской партией АБАКО во главе с Касавубу, а также рядом трайбалистских сепаратистских партий. Лумумба был избран премьер-министром, а Касавубу стал первым президентом Конго.
Вскоре после этого, разразился Конголезский кризис, с результате которого погибло более 100 тыс. человек, включая премьер-министра Лумумбу. Члены НДК оказались по разным сторонам конфликтующих сил.
В ноябре 1965 Мобуту Сесе Секо захватил власть и провозгласил себя президентом страны. Установив диктаторский режим и однопартийную систему в стране, Мобуту обвинил политиков в пятилетних беспорядках и издал указ, по которому в стране запрещалась деятельность политических партий. Это положило конец легальной деятельности МНК.

## В подполье
Движение продолжало свою деятельность нелегально до 1990 года, когда, в результате окончания холодной войны и из-за экономических проблем и внутренние беспорядков, Мобуту Сесе Секо согласился снять запрет на деятельность политических партий в стране. Он назначил переходное правительство, которое должно было подготовить и провести выбор в стране.

## Современная деятельность
После падения режима Мобуту в Заире была восстановлена фракция Национальное движение Конго — Лумумба. В 1992 партия избрала своим лидером старшего сына первого премьер-министра — Франсуа Лумумбу. Именем основателя конголезской независимости также была названа другая левая политическая сила — Объединённая лумумбистская партия, которую возглавил Антуан Гизенга.

## Видные деятели МНК
- Сирил Адула
- Антуан Гизенга
- Жозеф Илео
- Альбер Калонжи
- Патрис Лумумба
- Мобуту Сесе Секо